# Угловая шлифовальная машина

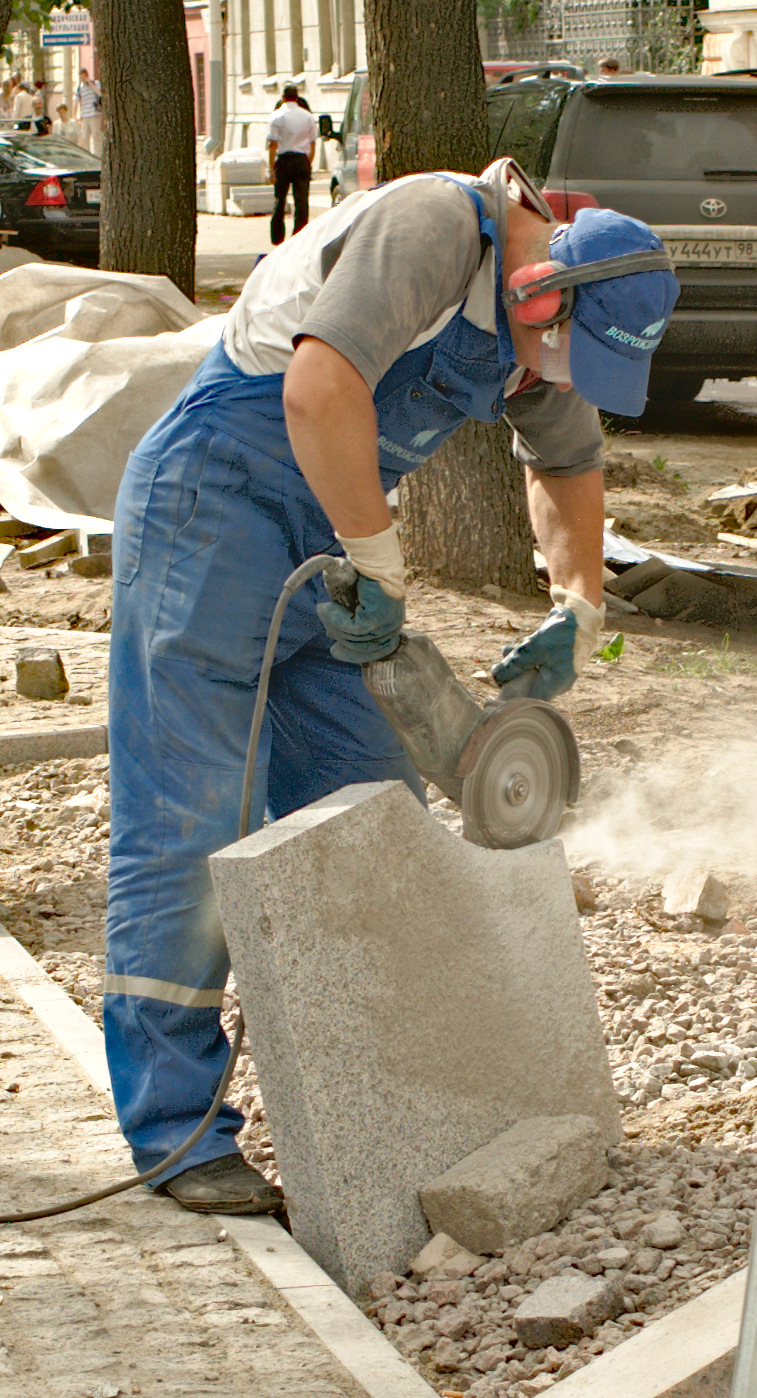
Процесс вырезания профиля в каменной плите с помощью болгарки

Угловая шлифовальная машина (УШМ), или угловая шлифмашина, или углошлифмашина, или шлифмашина (разг. «болгарка», реже — «лагунда» или «фортуна») — шлифовальная машина для резки, шлифования и зачистки изделий из камня, металла и других материалов, в которой оси двигателя и инструмента (шлифовального диска) расположены под углом 90° по отношению друг к другу (в отличие от прямошлифовальных машин, где рабочий инструмент находится на той же оси, что и двигатель). Применяется в строительстве, металлообработке и обработке древесины.

## Устройство

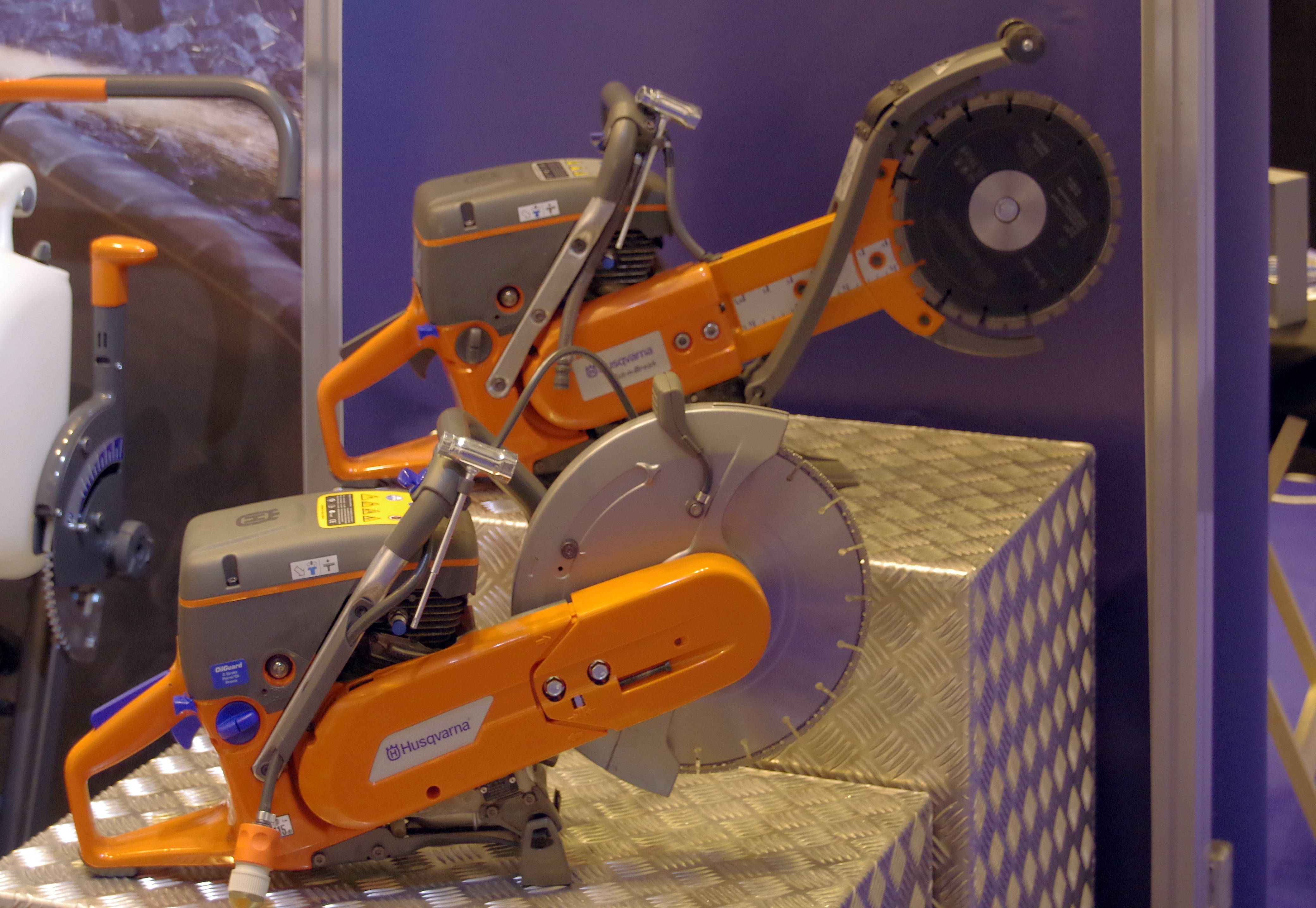
бензиновые УШМ

УШМ состоит из двигателя, конического редуктора, защитного щитка непосредственно вокруг диска, переключателя или кнопки управления, также имеет в своём составе предохранитель для защиты от превышения тока при выходе электродвигателя из строя. По типу привода бывают электрическими (соответственно проводные - от сети 50/60 Гц, и аккумуляторные с бесщёточным двигателем), бензиновыми (двухтактными) и пневматическими. Наибольшее распространение имеют электрические УШМ с универсальным коллекторным двигателем, а в условиях промышленного цеха часто применяются пневматические болгарки, подключаемые к заводской (цеховой) сети сжатого воздуха.
Бензиновые УШМ имеют меньшее распространение, и состоят из бензинового двухтактного двигателя с воздушным охлаждением (предусмотрен вентилятор и воздуховод), центробежной муфты, мультипликатора. В силу конструкции двухтактного двигателя, требуется смешение бензина с маслом 2Т для двухтактных бензиновых двигателей с воздушным охлаждением.

## Принадлежности
В качестве насадок используются специальные абразивные диски (круги) и щётки, закрепляемые резьбовым креплением на шпиндель УШМ. Обычно шпиндель имеет внешнюю резьбу М14. Щётки имеют внутреннюю резьбу и крепятся на шпиндель непосредственно. Круги имеют только сквозное отверстие и требуют фланца и прижимной гайки для крепления.

### Круги
Существуют круги для обработки различных материалов, в том числе сталей, алюминиевых сплавов, камня, керамической плитки и других. Обычно состав круга позволяет применять его только для определённых материалов, и, в зависимости от этого, маркируются различными цветами:
- оранжевый — для резки кирпича;
- синий — для бетона и мрамора;
- зелёный — используется для резки гранита;
- серый — режет черепицу и керамику;
- жёлтый — алебастр и кафель.

Наиболее часто применяются отрезные круги разной толщины и для разных материалов.
Торцевые лепестковые круги предназначены для шлифования обрабатываемой поверхности.
Щётки предназначены для чистки поверхностей от загрязнений, например, ржавчины и краски. Щетина щётки выполняется из стали, латуни или нейлона. Латунные щётки мягче и быстрее истираются, но они не искрят и не оставляют царапин на стальных поверхностях. Нейлоновые щётки могут использоваться для обработки деревянных поверхностей.

## Техника безопасности

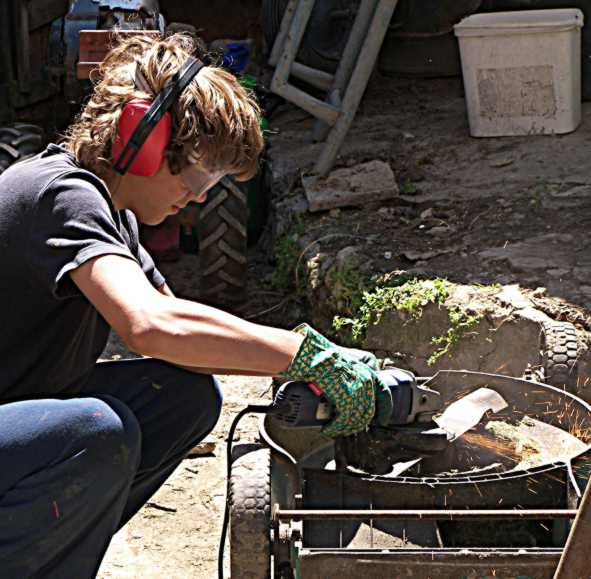
мужчина работает с болгаркой в защитных очках, перчатках и в наушниках

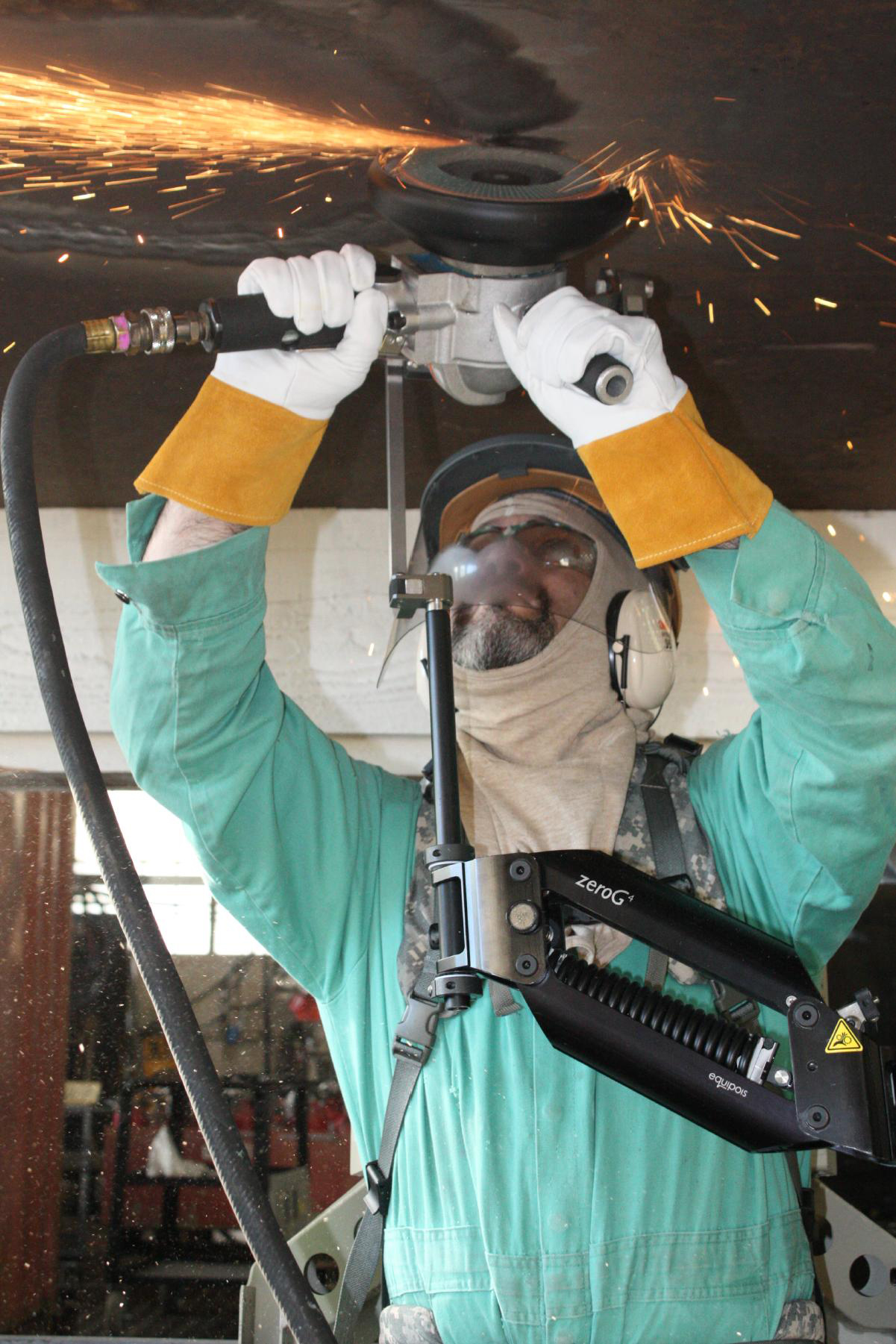
рабочий в шлеме, в наушниках использует экзоскелет-подставку для работы с тяжёлой пневмоболгаркой

Как и при работе с любым другим электроинструментом, перед началом работы с угловой шлифовальной машиной следует ознакомиться с инструкцией. Пренебрежение нормами техники безопасности может привести к смерти или нанести существенный ущерб здоровью. Основными опасными факторами при работе с УШМ являются:
- Возможность поражения электрическим током;
- Возможность получения ранения вылетающими из-под круга болгарки частями обрабатываемого материала либо частями рабочего круга в случае его разрушения;
- Негативное воздействие пыли, выделяющейся при работе УШМ, на органы дыхания, зрения, кожу.
- «Закусывание» диска в заготовке, что может привести к рывку УШМ и разрыву диска.

Необходимо соблюдать следующие правила техники безопасности (список может быть далеко не исчерпывающим):
- Главное в безопасном применении УШМ — предвидеть поведение частей разрезаемого изделия в момент их разделения;
- При работе с машиной необходимо принять устойчивую позу и использовать защитную маску, закрывающую лицо, а также одежду, обувь, перчатки и головной убор, исключающие травмы быстролетящими частицами диска и обрабатываемого материала с учётом рикошета от близких препятствий, захват инструментом одежды и волос;
- Шнур машины должен быть защищён от случайного повреждения, не допускается его соприкосновение с горячими поверхностями, нефтепродуктами, химически активными веществами.
- При замене диска УШМ следует отключать от сети;

Запрещается:
- Использовать УШМ без штатного защитного ограждения диска;
- Перегибать кабель питания ближе 5 см от корпуса УШМ и переносить инструмент за кабель;
- Обрабатывать материалы, содержащие асбест, цемент, мел и абразивы.
- Допускать детей к машине;
- Эксплуатировать УШМ в условиях воздействия капель, в помещениях с высокой влажностью, а также на открытом воздухе во время дождя или снегопада;
- Эксплуатировать УШМ в помещениях со взрывоопасной или химически активной средой, разрушающей металлы и изоляцию;
- Использовать сменные круги с истёкшим сроком гарантийного хранения без их предварительного испытания на механическую прочность;
- Использовать пильные полотна от циркулярной пилы;
- Работать машиной с приставных лестниц;
- Работать с УШМ внутри котлов, резервуаров, источников питания;
- Оставлять без надзора машину, присоединённую к электрической сети;
- Натягивать и перекручивать шнур, подвергать его нагрузкам;
- Использовать машину, если имеется хотя бы одна из перечисленных неисправностей: повреждённая штепсельная вилка, повреждённый провод или его защитная оболочка, нечёткая работа выключателя, искрение под щётками электродвигателя, появление дыма или запаха, характерного для горящей изоляции, появление нехарактерных для обычной работы уровня шума, стука или вибрации, поломках или повреждениях деталей корпуса или редуктора, разрушение сменного круга (диска).

## История
Угловая шлифовальная машина была изобретена в 1954 году немецкой компанией Ackermann + Schmitt (позднее FLEX-Elektrowerkzeuge GmbH) в Штайнхайме-на-Муре. Во многих странах из-за этого инструмент называется просто «Флекс».
Русское разговорное название этого инструмента — «болгарка» — возникло в СССР в 1970-х годах, когда здесь появились первые его образцы, выпущенные именно в Болгарии, на предприятии «Спарки Элтос» под торговой маркой «Eltos» в городе Ловече. Сейчас слово «болгарка» можно встретить даже на ценниках в магазинах. Нигде, кроме как в странах бывшего Советского Союза, такое название этого инструмента не употребляется.